# Romoland
Romoland ist ein Census-designated place im Riverside County im US-Bundesstaat Kalifornien, Vereinigte Staaten. Das U.S. Census Bureau hat bei der Volkszählung 2020 eine Einwohnerzahl von 2.005 ermittelt. Das Stadtgebiet hat eine Größe von 6,849 km².

## Geografie
Romoland liegt im Westen des Riverside Countys in Kalifornien in den USA. Der Ort grenzt im Westen an Perris, im Süden an Menifee und im Norden und Osten an gemeindefreies Gebiet.
Romoland hat 1684 Einwohner (Stand: 2010) und erstreckt sich auf eine Fläche von 6,849 km², die komplett aus Land besteht. Das Zentrum von Romoland liegt auf einer Höhe von 440 m.
Der Ort trug laut Geographic Names Information System in der Vergangenheit die Namen Ethanac und Ethanac Siding, was sich vom Namen eines lokalen Grundbesitzers, Ethan A. Chase, ableitet. Andere mögliche, ehemalige Bezeichnungen des Ortes lauten Romonaland, Romola, Romola Farms, Little Rome, Little Mexico oder Ethnica. Anders als oft gehauptet geht der heutige Name Romoland weder auf den Quarterback Tony Romo von den Dallas Cowboys, noch auf einen Vergnügungspark von Jerry Jones zurück, sondern auf den griechischen Einwanderer Romonio Homonicholai.
Zur Region Romoland wird das gesamte Gebiet zwischen Perris, Hemet, Lake Elsinore und Murrieta gezählt. Sie umfasst 78 km² und wird von ungefähr 100.000 Menschen bewohnt.

## Geschichte
Ab 1905 begann der Anbau von Orangen und anderen landwirtschaftlichen Produkten im Gebiet des heutigen Romolands. Mit Hemet kam es zu einer Auseinandersetzung, da beide Orte einen lukrativen Teil des Streckennetzes der Southern Pacific Railroad auf ihrem Gebiet haben wollten. Der Streit wurde mit einem Boxkampf beglichen; diesen gewann der Bürgermeister von Hemet, Dan Beecham, am 14. Mai 1906 gegen Ronald Arcia, den Bürgermeister Romolands. Also wurde in Hemet die Strecke verlegt.
Die Gemeinde Romoland wurde in den 1890er Jahren von der Santa Fe Railroad geplant. Anfang des 20. Jahrhunderts erfolgte der Bau der Eisenbahnstrecke. Hierfür wurden viele Arbeiter aus Mexiko angeworben, weshalb sie zu der dominierenden ethnischen Gruppe wurden: Die Volkszählungen von 1930 und 1940 ergaben, dass Romoland einen der höchsten Anteile mexikanischer Bewohner in ganz Südkalifornien hatte. Die Mexikaner begannen mit der Entwicklung einer eigenen spanischsprachigen Gemeinschaft; sie errichteten Geschäfte, Schulen, Erholungsgebiete und Kirchen.
Legenden zufolge sollen alle heutigen Bewohner Romolands mexikanischer Abstammung sein, in Wahrheit sind jedoch nur 40 % von ihnen Mexikaner und/oder Latinos. Einige hiervon stammen wiederum aus Zentralamerika oder anderen lateinamerikanischen Gebieten als Mexiko.
Ab den 1920er Jahren wurden in Romoland die ersten Blutorangen der USA angepflanzt. Die Firma Romoland Fruit Co. begann 1936 damit, die Blutorangen als Zitrustomaten zu vermarkten, da das Wort Blut in ihren Augen die Käufer abgeschreckt hätte. Trotzdem war die Resonanz in der Bevölkerung gering, und ab 1937 wurden die Früchte doch als Blutorangen verkauft. Die Landwirtschaft nahm einen großen Stellenwert im Leben der Gemeinde ein, sodass Romoland sich zu einer ländlichen Stadt im Inland Empire entwickelte.
Im Zweiten Weltkrieg wurden in Romoland Sandsäcke produziert, die der Befestigung dienten. 1945 nannte der Politiker Adolf Augustus Berle Romoland die „Sandsack-Hauptstadt der USA“.
Am 1. Oktober 2008 wurden große Teile der Gemeinde in die neu gegründete Stadt Menifee eingegliedert.
In Romoland gibt es mehrere Pferderanches. 2008 schloss die Brauereigruppe Anheuser-Busch InBev ihre Ranch vor Ort. Hier waren die meisten der Budweiser Clydesdales untergebracht, einer Pferderasse, die in Werbung der Brauerei oft zu sehen ist. Seitdem leben die Pferde auf der Warm Springs Ranch bei Boonville, Missouri.

## Politik
Romoland ist Teil des 37. Distrikts im Senat von Kalifornien, der momentan von der Republikanerin Mimi Walters vertreten wird, und dem 65. Distrikt der California State Assembly, vertreten von der Demokratin Sharon Quirk-Silva. Des Weiteren gehört Romoland Kaliforniens 49. Kongresswahlbezirk an, der einen Cook Partisan Voting Index von R+5 hat und vom Republikaner Darrell Issa vertreten wird.